# گلیوود
گلیوود (به انگلیسی: Galleywood) یک روستا و محله مدنی در بریتانیا است که در چلمزفورد واقع شده‌است. گلیوود ۵٬۷۳۸ نفر جمعیت دارد.